# Les Musiciens de Saint-Julien
Les Musiciens de Saint-Julien sont un ensemble musical français de musique ancienne, fondé et dirigé par le flûtiste et musettiste François Lazarevitch.

## Présentation
Créé par François Lazarevitch, l’ensemble Les Musiciens de Saint-Julien se consacre aux musiques anciennes et traditionnelles françaises, faisant aussi maintenant des incursions dans les répertoires anciens d’Outre-Manche.
La figure de Saint Julien du Mans, patron de la confrérie des ménétriers du Moyen Âge au XVIIIe siècle, symbolise une volonté de donner vie à une musique directe et simple, en lien avec les traditions orales, dans une recherche de l’esprit de la danse, du naturel du phrasé musical et des couleurs instrumentales.
Les Musiciens de Saint-Julien ont donné des concerts en Europe et en Amérique, se produisant notamment au Festival de Saint-Chartier, à la salle Cortot, au Sénat, à la Chabotterie, à La Maison Française de Washington et au Ciclo de Musica Antigua de Mexico, à l'Académie Bach à Arques-la-Bataille, au Festival Baroque de Pontoise.
L'ensemble a enregistré sept CD chez label Alpha, qui font partie d’une série intitulée « 1000 ans de cornemuse en France ».
« Cette approche de la musique, combinant les savoirs théoriques et la variété des pratiques, me semble représentative de l’émergence d’une nouvelle génération d’interprètes […]. Car l’attrait de la musique baroque ne réside pas dans une archéologie sentant la naphtaline mais dans son caractère irrésistiblement vivant, tel que Les Musiciens de Saint-Julien nous le font entendre. »
Jean-Paul Combet, Directeur artistique de l’Académie Bach d’Arques-la-Bataille et du label Alpha.

## Résidence
Les Musiciens de Saint-Julien ont été en résidence à l’Académie Bach d’Arques-la-Bataille et au Festival Baroque de Pontoise de 2010 à 2012. Leurs enregistrements sont produits par Alpha Productions.

## Discographie
- Musique baroque Française pour flûtes & musette, Conservatoire de Paris, Collection Jeunes Solistes
- Danses des bergers, danses des loups - Musiques traditionnelles du cœur de la France, Alpha, distribution Harmonia Mundi, 2005
- À l'ombre d'un ormeau - Brunettes & contredanses au XVIIIe siècle, Alpha, distribution Harmonia Mundi, 2007
- Le Berger poète - Suites & sonates pour flûte & musette, Alpha, distribution Harmonia Mundi, 2009
- La Veillée imaginaire, Alpha, distribution Harmonia Mundi, 2010
- Et la fleur vole, Alpha, distribution Harmonia Mundi, 2010
- For ever Fortune, Alpha, distribution Harmonia Mundi, 2012
- Je voy le bon tens venir, Alpha, distribution Harmonia Mundi, 2013
- J.S. Bach : Sonates & solo pour la flûte traversière, Alpha, 2014
- The High Road to Kilkenny, Alpha, 2016
- Noël baroque, Alpha, 2016
- Le Berger poète : suites et sonates pour flûte et musette, Alpha, 2017
- Vivaldi : Concerto Works, Alpha, 2017
- Purcell : Songs and Dances, Alpha, 2018
- Beauté barbare, Alpha, 2023